# Xpeng Motors

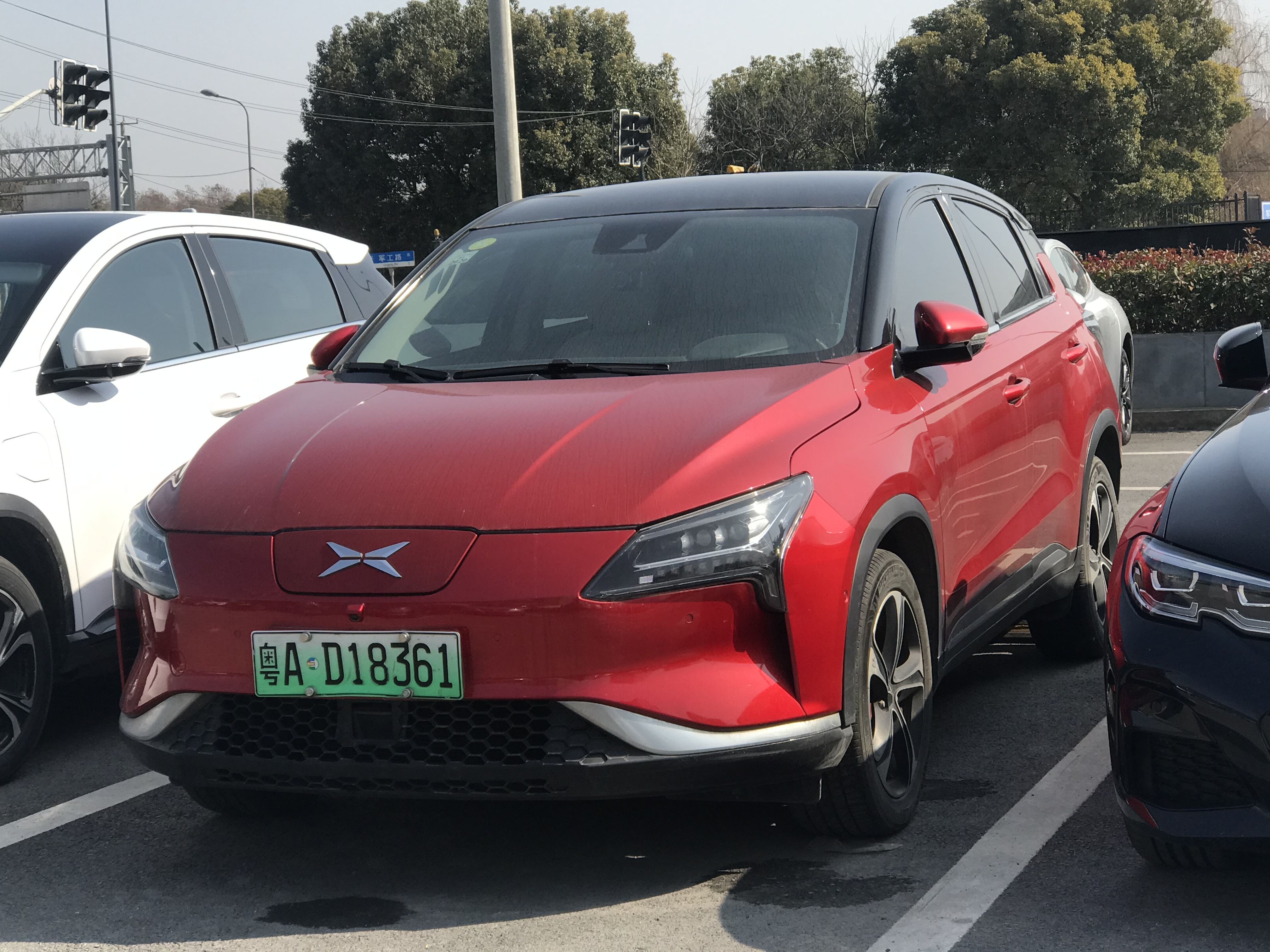
Xpeng Identy X

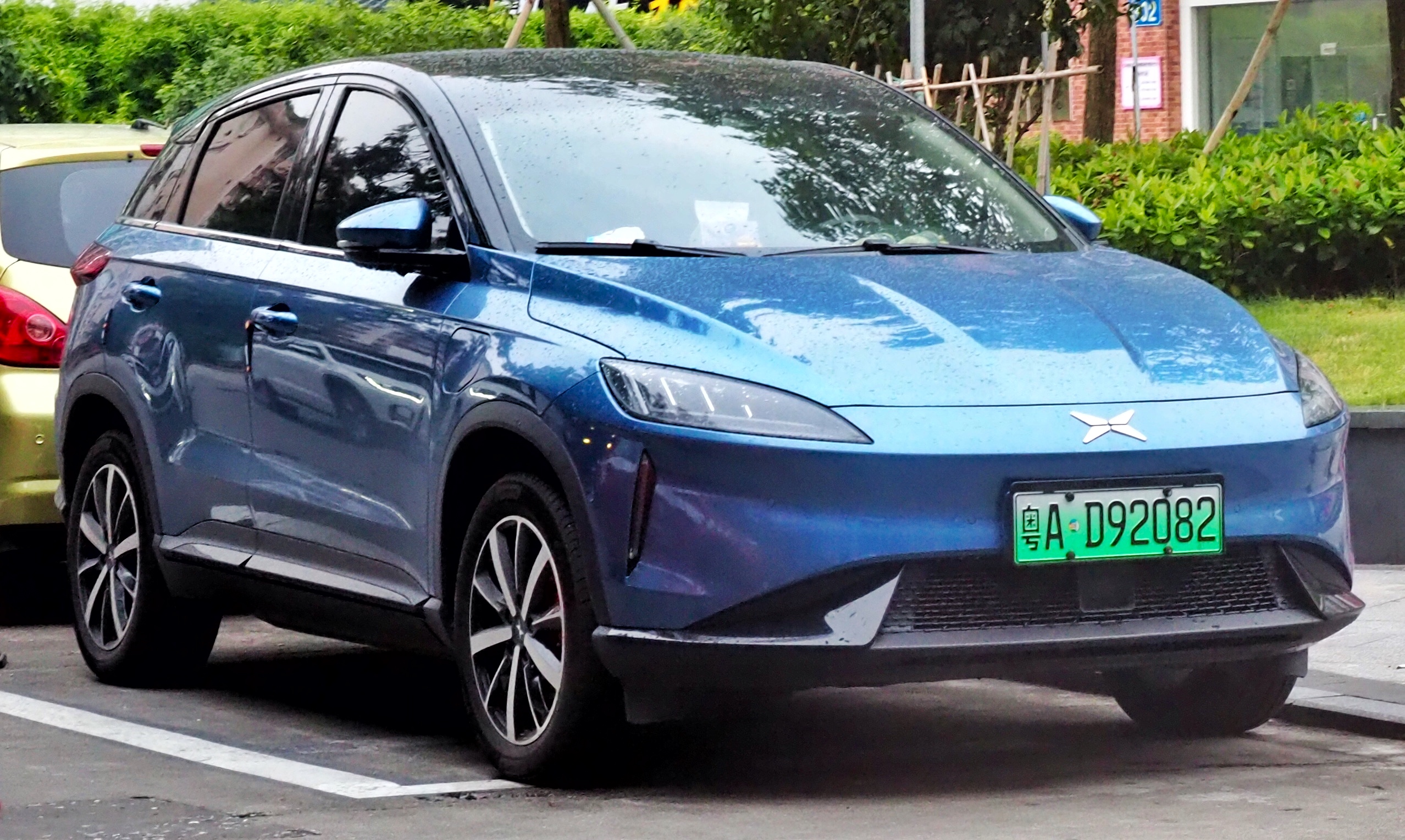
Xpeng G3

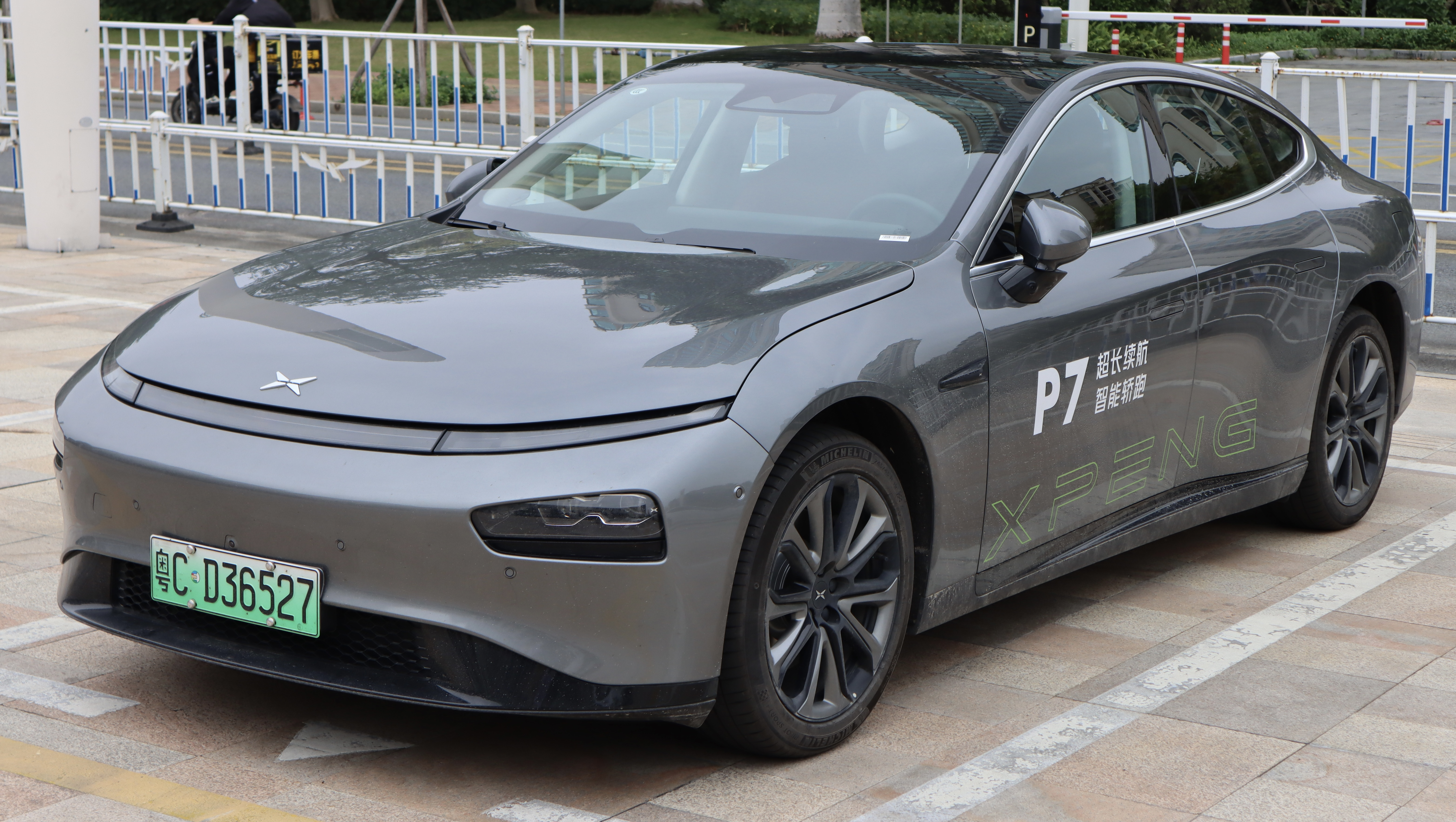
Xpeng P7

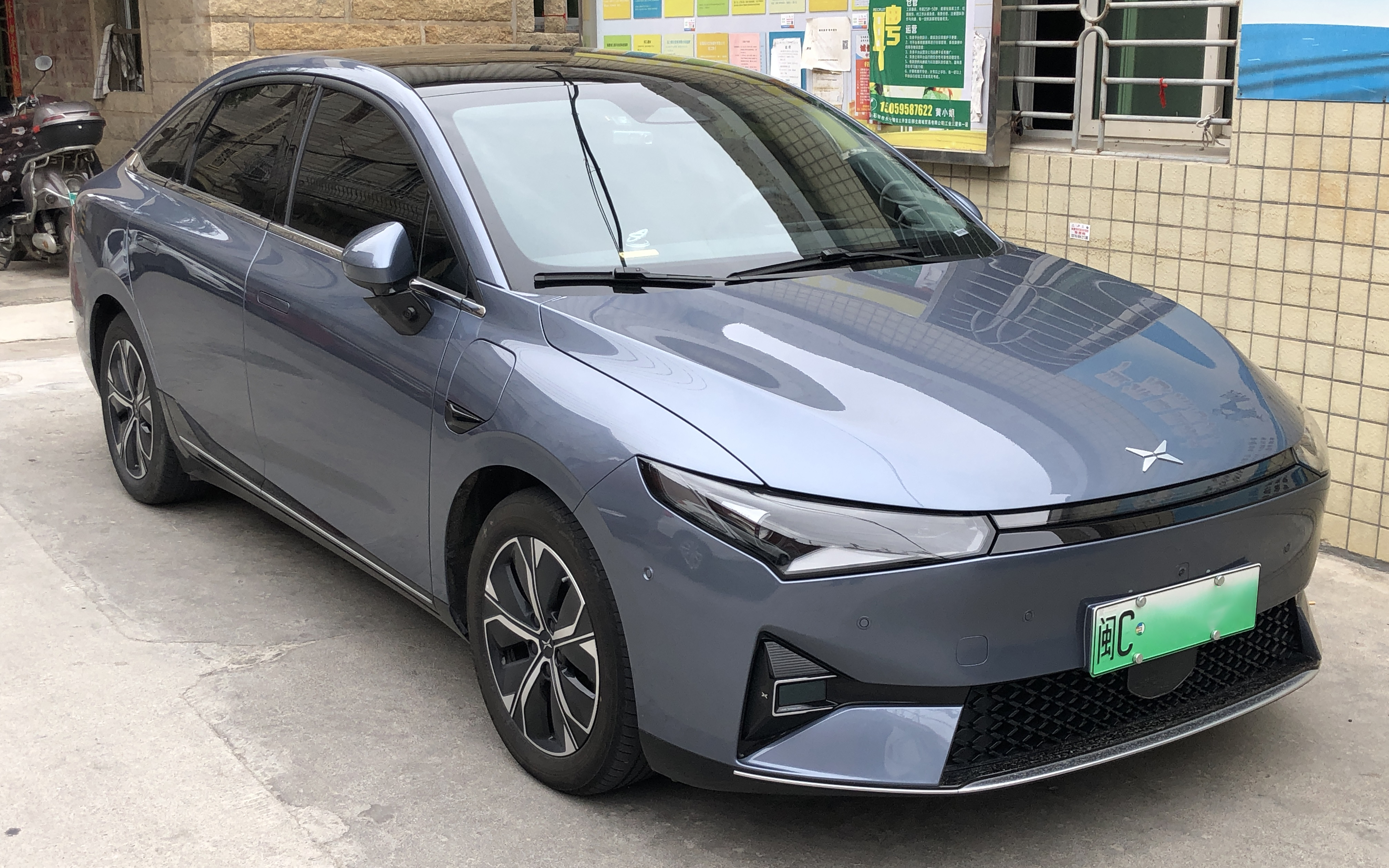
Xpeng P5

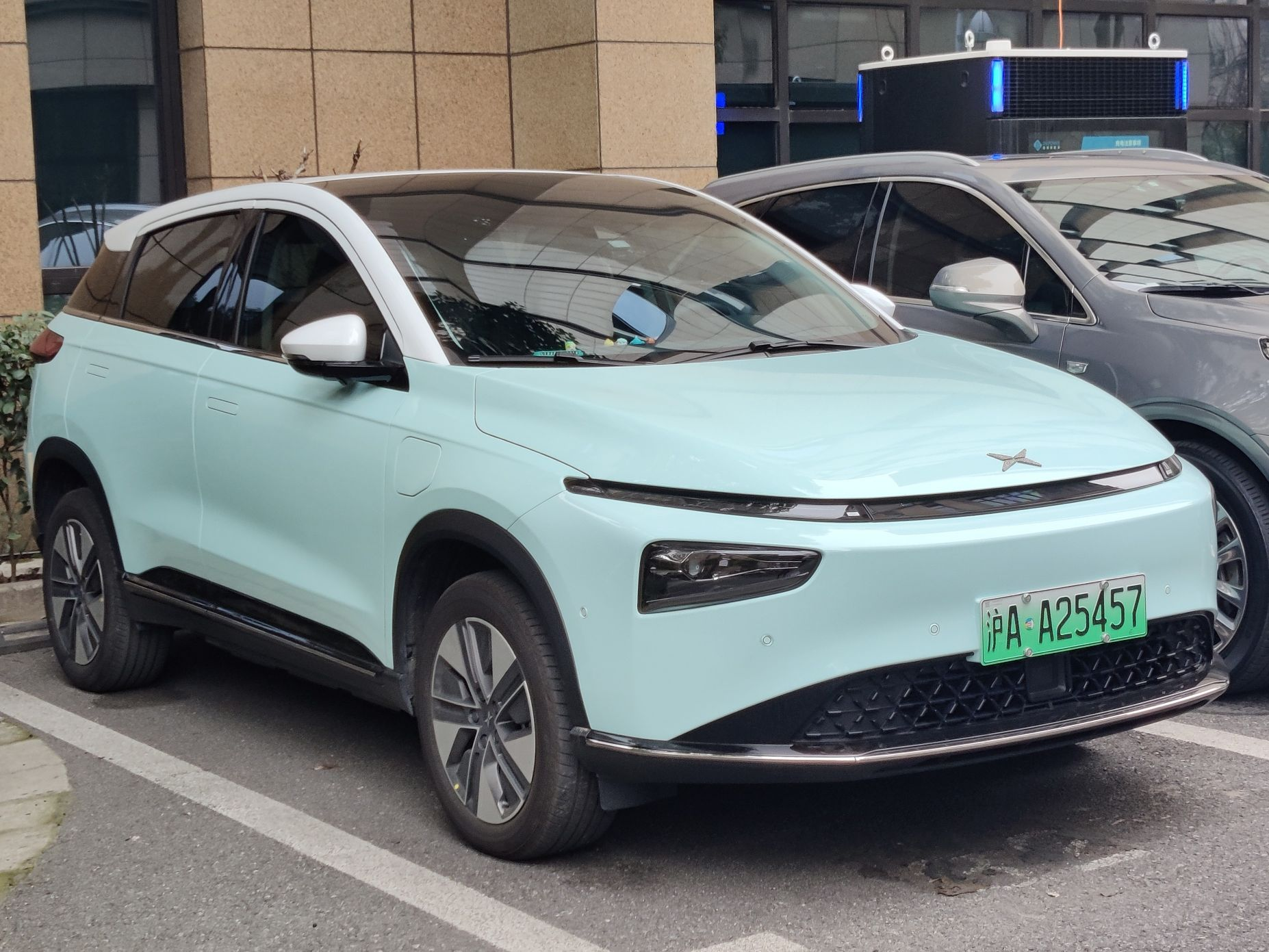
Xpeng G3i

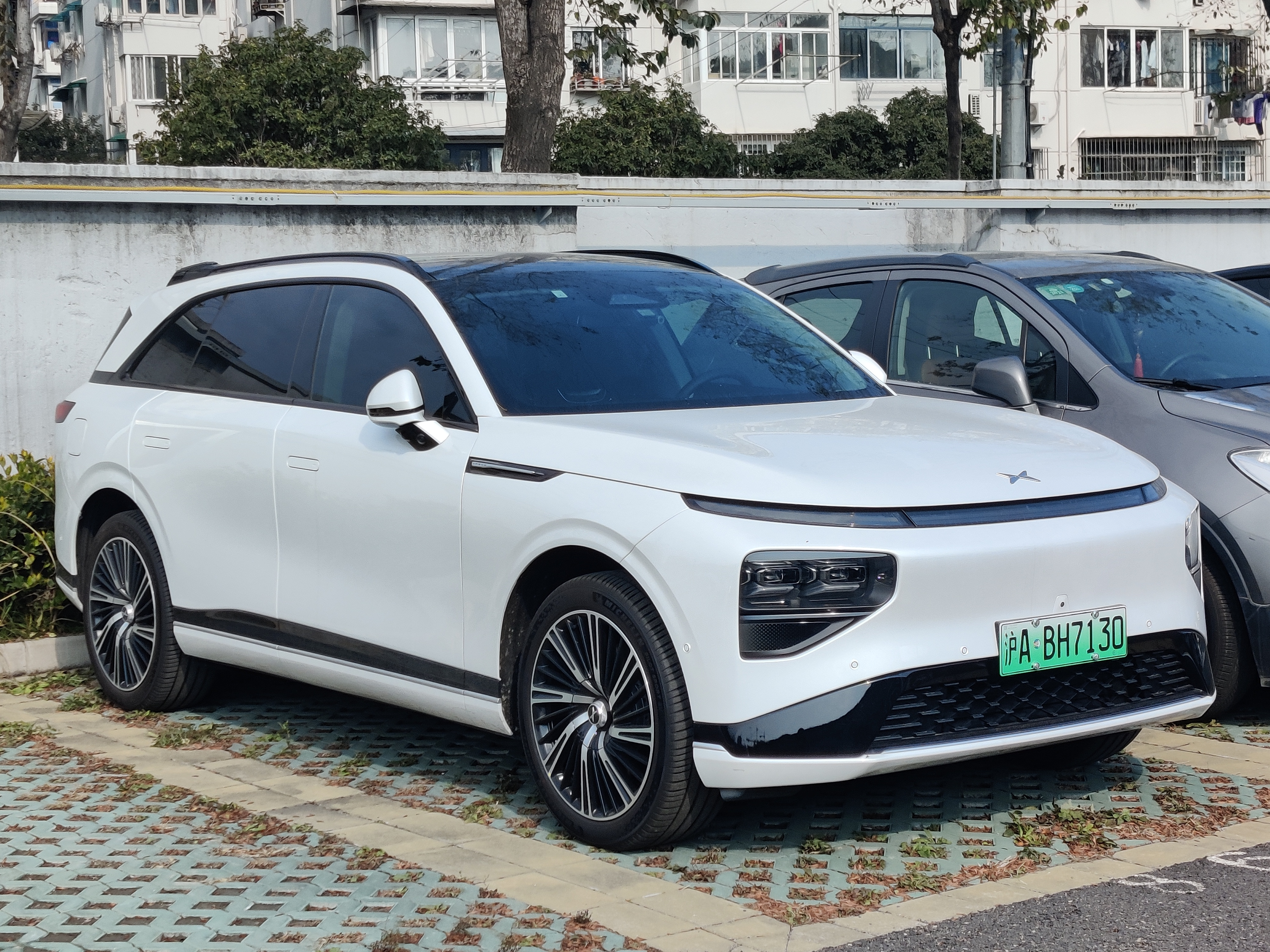
Xpeng G9

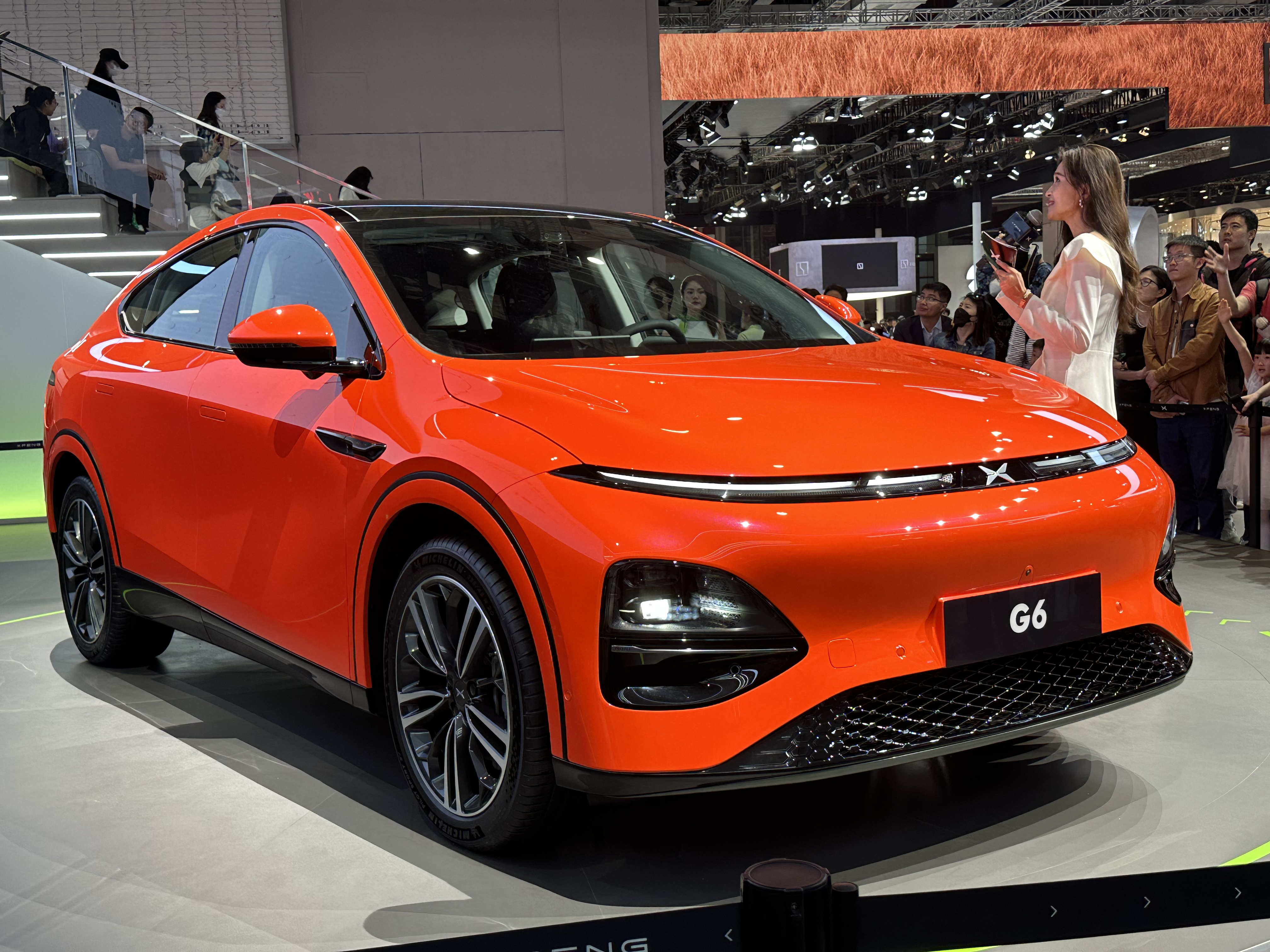
Xpeng G6

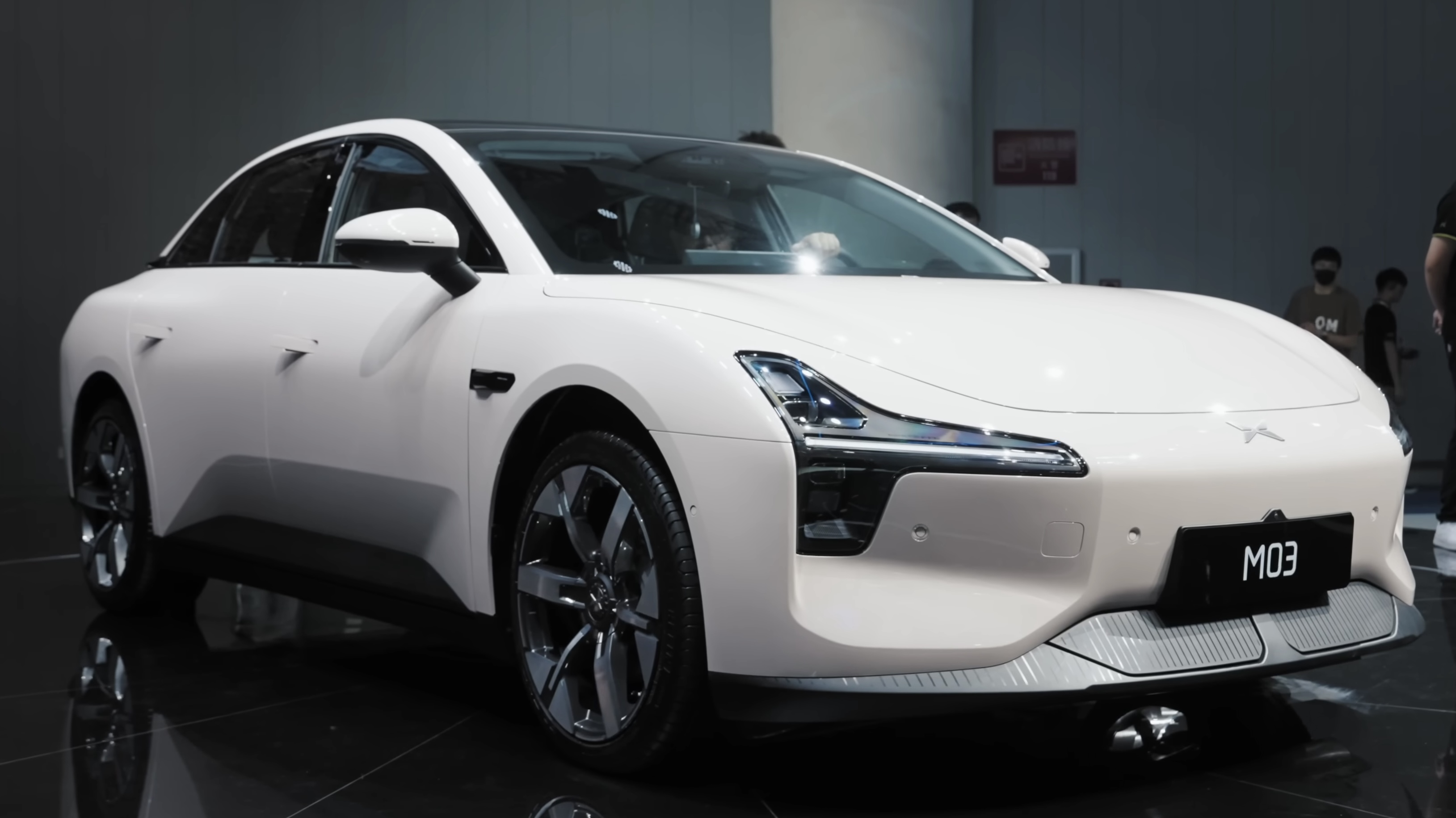
Xpeng Mona M03

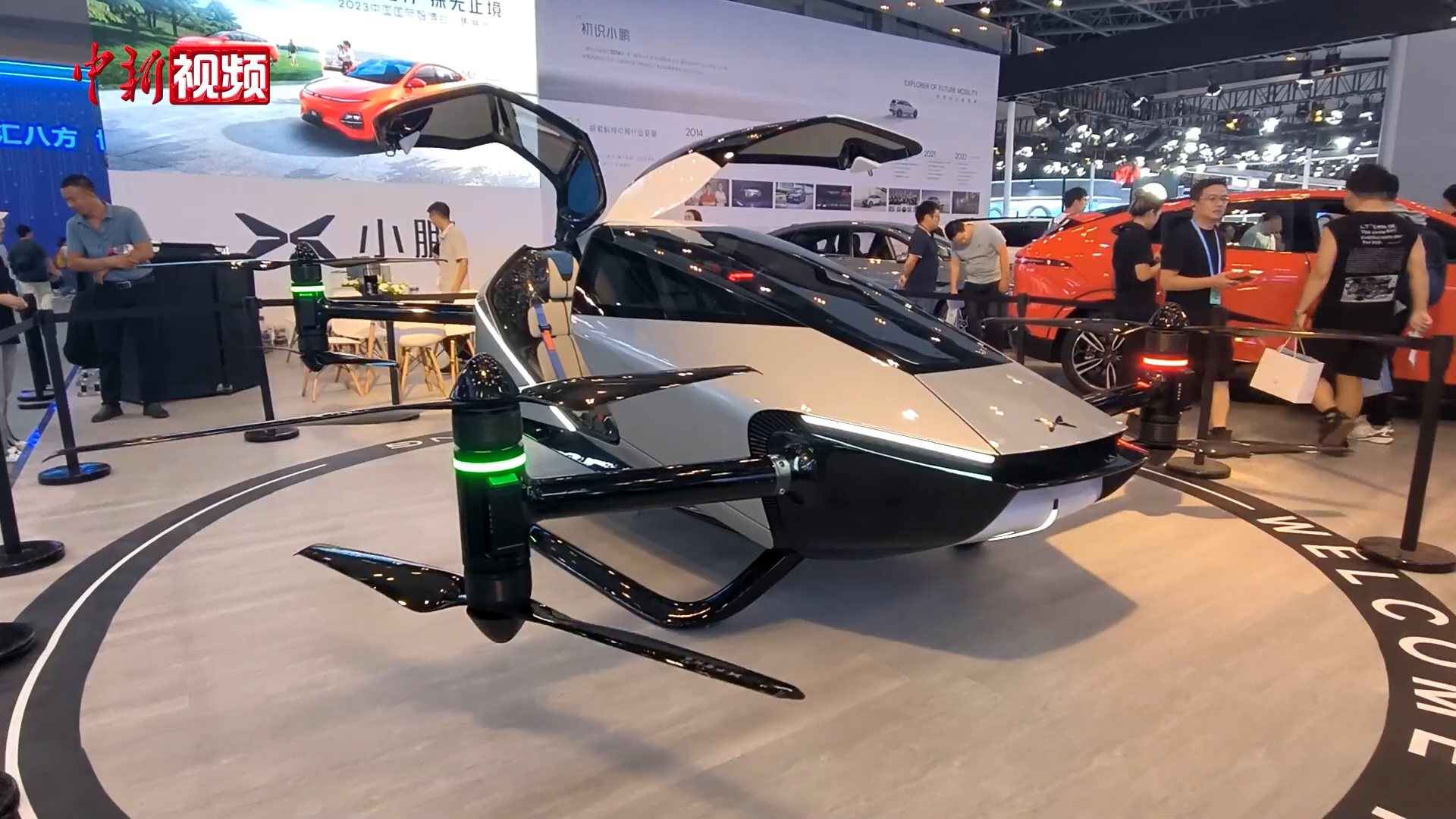
Pojazd latający Xpeng X2

Xpeng Motors (chiń. upr. 小鹏汽车) – chiński producent elektrycznych samochodów osobowych, z siedzibą w Kantonie, działający od 2014 roku. 

## Historia

### Początki
Startup Xiaopeng Motors został założony w 2014 roku z inicjatywy chińskiego przedsiębiorcy Xia Henga i byłego menedżera w koncernie GAC Group, obierając za cel opracowanie gamy samochodów elektrycznych konkurencyjnych wobec takich przedsiębiorstw, jak Byton, NIO czy Tesla. Jednym z głównych inwestorów został He Xiaopeng, który dotychczas pracował dla takich chińskich firm, jak UCWeb czy Alibaba Group, a także założyciel Xiaomi – Lei Jun. We wrześniu 2018 roku Xiaopeng Motors założyło w Stanach Zjednoczonych spółkę XMotors.ai, która rozpoczęło w Kalifornii testy prototypów wyposażonych w technologię autonomicznej jazdy, uzyskując stanową licencję na takie działania jako już 57 przedsiębiorstwo w tym amerykańskim regionie.

### Marka Xpeng
We wrześniu 2016 roku Xiaopeng Motors ogłosiło powstanie marki Xpeng, pod którą będzie sprzedawać samochody swojej konstrukcji. Pierwszym pojazdem chińskiego startupu został pojazd Xpeng Beta, który rok później pod nazwą Identy X powstał jako limitowana seria 15 egzemplarzy skierowanych wyłącznie do otoczenia inwestorów i założycieli startupu Xiaopeng Motors.
Pierwszym seryjnie samochodem chińskiego startupu zostało kolejne rozwinięcie koncepcji modelu Beta/Identy X - kompaktowy crossover G3 o napędzie elektrycznym. Sprzedaż modelu na wewnętrznym rynku chińskim rozpoczęła się wiosną 2019 roku, z kolei w kwietniu 2019 roku przedstawiono drugi model marki Xpeng – dużego, wyższej klasy fastbacka P7 opracowanego z myślą o konkurowaniu m.in. z Teslą Model S. Sprzedaż Xpenga P7 rozpoczęła się na wewnętrznym rynku chińskim w kwietniu 2020 roku. W listopadzie 2019 roku Xiaomi zwiększyło swoje udziały wśród inwestorów Xiaopeng Motors do kwoty 400 milionów dolarów amerykańskich, stając się jednym z kluczowych strategicznych inwestorów dla startupu.
W grudniu 2020 roku Xpeng oficjalnie rozpoczął oficjalną sprzedaż i dystrybucję na pierwszym europejskim rynku, otwierając przedstawicielstwo w największym rynku samochodów elektrycznych w tym regionie, Norwegii. W styczniu 2021 roku Xiaopeng Motors zapowiedziało plany wkroczenia na pozostałe europejskie rynki, z kolei w kwietniu tego samego roku podczas międzynarodowych targów Shanghai Auto Show przedstawiony został trzeci seryjny model marki Xpeng - średniej wielkości sedan o nazwie P5. Jeszcze w tym samym roku firma kontynuowała ofensywę modelową, w listopadzie 2021 podczas targów motoryzacyjnych Guangzhou Auto Show prezentując flagowego, dużego SUV-a G9. Półtora roku później gama SUV-ów Xpenga została uzupełniona o trzeci model wyepłniający lukę między kompaktowym G3 i flagowym G9. W kwietniu 2023 podczas Shanghai Auto Show zaprezentowano średniej wielkości SUV-a w estetyce coupe, model G6.
W międzyczasie, w lutym 2023 roku Xpeng oficjalnie rozpoczął ogólnoeuropejską działalność za pośrednictwem oddziału z siedzibą w Holandii. Oprócz dotychczas obsługiwanego rynku norweskiego, firma rozpoczęła także dystrybucję i sprzedaż swoich samochodów w Holandii, Danii i Szwecji. Tutejszą gamę modelową początkowo utworzyły flagowe modele P7 i G9. Pod koniec lipca 2023 Xpeng nawiązał z kolei strategiczne partnerstwo z niemieckim konglomeratem Volkswagen Group, w wyniku czego koncern nabył 5-procentowy pakiet akcji i zainwestował kwotę 700 milionów dolarów. Rezultatem sojuszu stał się najpierw projekt dwóch samochodów klasy średniej opracowanych specjalnie na chiński rynek korzystających z technologii Xpenga. W listopadzie 2023 chińska firma rozbudowała ofertę o kolejny model, tworząc trzecią linię w gamie po samochodach osobowych i SUV-ach w postaci dużego, luksusowego minivana Xpeng X9.
W lipcu 2024 Xpeng oficjalnie zainicjował nową linię modelową wewnątrz swojej gamy o nazwie Mona, która skoncentrowała się na przystępniejszych cenowo produktach. Zapoczątkował ją kompaktowej wielkości sedan Mona M03.

### Xpeng AeroHT
W październiku 2022 Xpeng poprzez spółkę zależną XPeng AeroHT przedstawił prototyp autonomicznego, latającego samochodu Xpeng X2. W momencie premiery deklarowano gotowość wdrożenia do produkcji seryjnego pojazdu w ciągu 5 lat, oferując maksymalną prędkość przelotową 130 km/h, 1000 metrów wysokości maksymalnej, 35 minut jednorazowego lotu oraz 560 wagi przy w pełni elektrycznym napędzie. Podczas prezentacji w Dubaju Xpeng przeprowadził pilotażowy, 90-sekundowy lot.

### Kontrowersje
W marcu 2019 roku wybuchł skandal w związku z oświadczeniem, jakie Tesla wykierowała wobec Xpenga. Amerykańskie przedsiębiorstwo zarzuciło swojemu byłemu inżynierowi pracującemu teraz dla chińskiego startupu kradzież intelektualną. Stwierdzono, że Cao Guangzhi w bezprawny sposób wykorzystał kod źródłowy systemu autopilota Tesli i wykorzystał go do rozwoju tej technologii w wykonaniu Xpenga. W odpowiedzi inżynier odparł, że zapisał kod na swoim koncie iCloud przed zakończeniem pracy dla Tesli, jednak zaprzeczył, jakoby jego działania miały znamiona kradzieży intelektualnej.
Kontrowersje wywołała też stylizacja modelu Xpeng P7, zarzucając chińskiemu producentowi skopiowanie projektu stylistycznego Tesli Model S. Podobny charakter zarzutów pojawił się też w licznych mediach motoryzacyjnych w maju 2020 roku, kiedy to uznano, że wygląd strony internetowej Xpenga jest łudząco podobna do oryginalnego projektu strony Tesli.
W grudniu 2021 skandal wywołała polityka przetwarzania danych z kamer w salonach Xpenga w rodzimych Chinach. Państwowy urząd ukarał firmę grzywną w wysokości 100 tysięcy juanów za nielegalne gromadzenie za pomocą kamer danych twarzy ok. 430 tysięcy gości w różnych punktach sprzedaży.

## Modele samochodów

### Obecnie produkowane

#### Samochody osobowe
- Mona M03
- P5
- P7
- P7+

#### Crossovery i SUV-y
- G6
- G9

#### Minivany
- X9

### Historyczne
- Identy X (2017)
- G3 (2018–2021)
- G3i (2021–2023)

### Studyjne
- Xpeng X2 (2022)